# Deng Wei
Deng Wei (14 de fevereiro de 1993) é uma halterofilista chinesa, campeã olímpica.

## Carreira

### Campeã junior
Deng Wei foi campeã mundial juvenil (até 17 anos) em 2009, com 222 kg no total combinado (98 no arranque e 124 no arremesso), na categoria até 58 kg.
Ela ganhou medalha de ouro em halterofilismo nos Jogos Olímpicos da Juventude de 2010, com 242 kg no total combinado (110 no arranque e 132 no arremesso), marcas essas que foram recordes mundiais para juvenis (até 58 kg).
Ainda em 2010, Deng Wei foi campeã mundial (sem limitação de idade), na categoria até 58 kg.

### Rio 2016
Deng competiu na Rio 2016, onde conquistou a medalha de ouro na categoria até 63 kg. Com 115 kg no arranque e 147 kg no arremesso (com recorde mundial) ela bateu o recorde mundial com 262 kg totais. 

### Quadro de resultados
Principais resultados de Deng Wei:
| Ano  | Posição | Competição                                | Classe de peso | Marca                                                    |
| ---- | ------- | ----------------------------------------- | -------------- | -------------------------------------------------------- |
| 2009 | 1.      | Campeonato Mundial Juvenil em Chiang Mai  | –58 kg         | 222 kg (98+124)                                          |
| 2010 | 1.      | Jogos Olímpicos da Juventude em Cingapura | –58 kg         | 242 kg (110+132)                                         |
| 2010 | 1.      | Campeonato Mundial em Antália             | –58 kg         | 237 kg (102+135)                                         |
| 2011 | 1.      | Campeonato Mundial Júnior em Penang       | –58 kg         | 243 kg (110+133)                                         |
| 2012 | 1.      | Campeonato Mundial Universitário          | –58 kg         | 244 kg (105+139)                                         |
| 2013 | 99      | Campeonato Mundial em Breslávia           | –58 kg         | 0 (108 kg no arranque, não conseguiu marca no arremesso) |
| 2014 | 2.      | Jogos Asiáticos em Incheon                | –63 kg         | 259 kg (115+144)                                         |
| 2014 | 1.      | Campeonato Mundial em Almati              | –63 kg         | 252 kg (110+142)                                         |
| 2015 | 1.      | Campeonato Mundial em Houston             | –63 kg         | 259 kg (113+146)                                         |
| 2016 | 1.      | Jogos Olímpicos no Rio de Janeiro         | –63 kg         | 262 kg (115+147)                                         |
| 2018 | 1.      | Campeonato Mundial em Asgabate            | –64 kg         | 252 kg (110+142)                                         |
| 2019 | 1.      | IWF World Cup em Fuzhou                   | –64 kg         | 254 kg (113+141)                                         |
| 2019 | 1.      | Campeonato Asiático em Ningbo             | –64 kg         | 257 kg (115+142)                                         |
| 2019 | 1.      | Tokyo 2020 Test Event                     | –64 kg         | 248 kg (110+138)                                         |
| 2019 | 1.      | Campeonato Mundial em Pattaya             | –64 kg         | 261 kg (116+145)                                         |
| 2019 | 1.      | IWF World Cup em Tianjin                  | –64 kg         | 255 kg (117+138)                                         |